# 彈珠

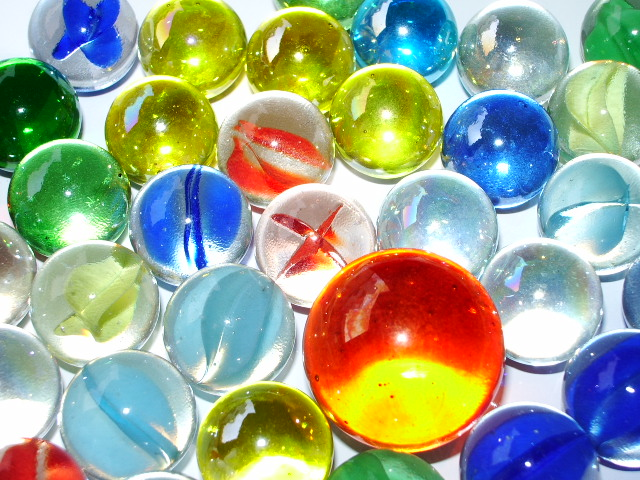
五光十色的玻璃彈珠

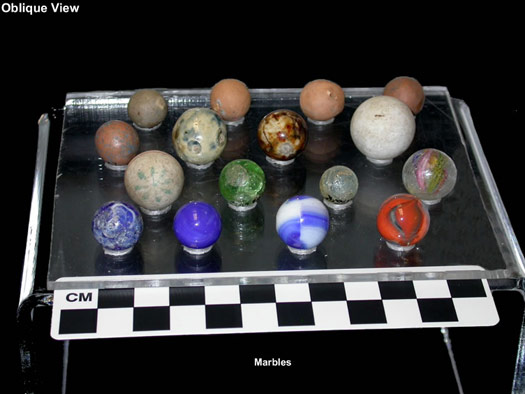
古代的彈珠

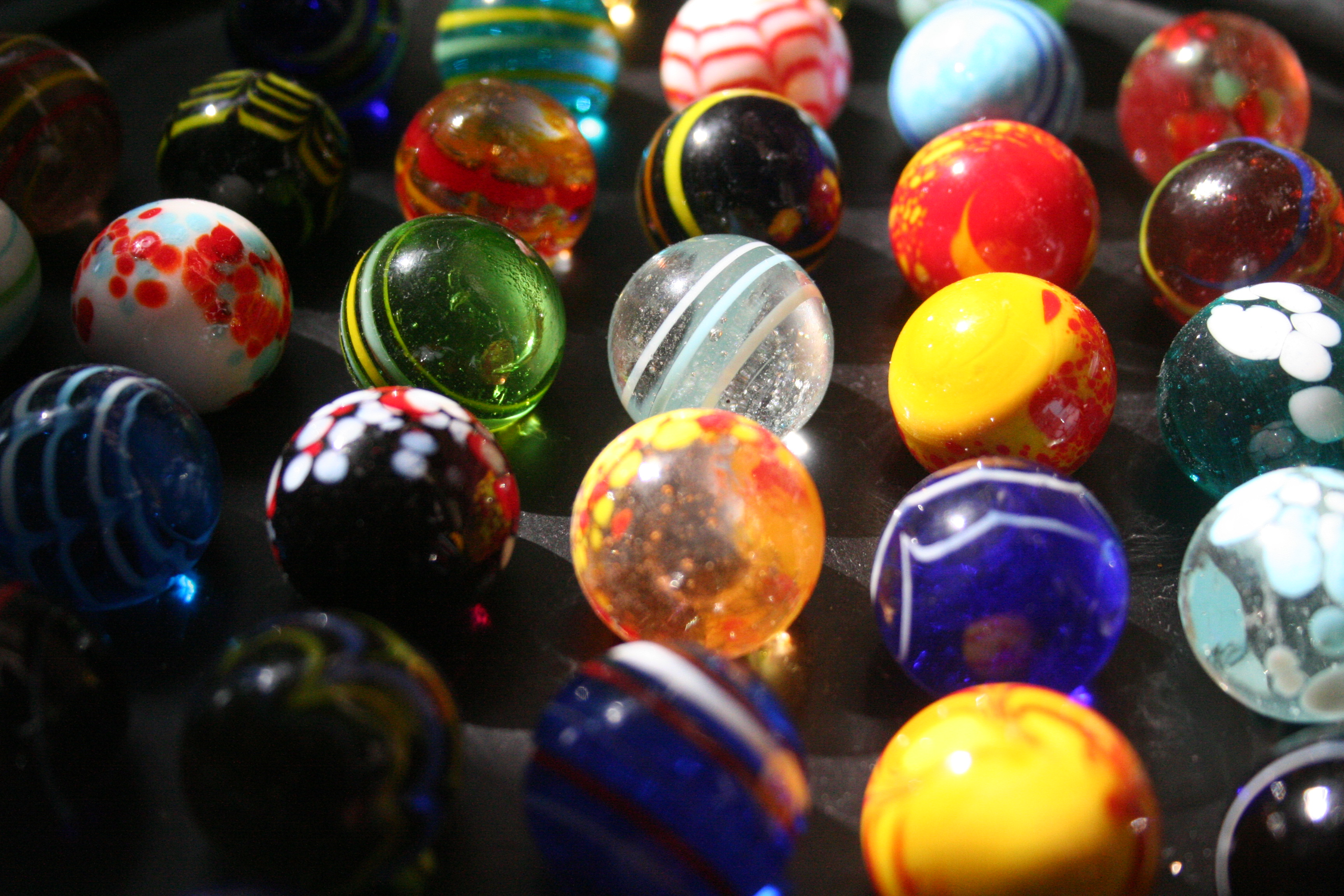
西非的彈珠

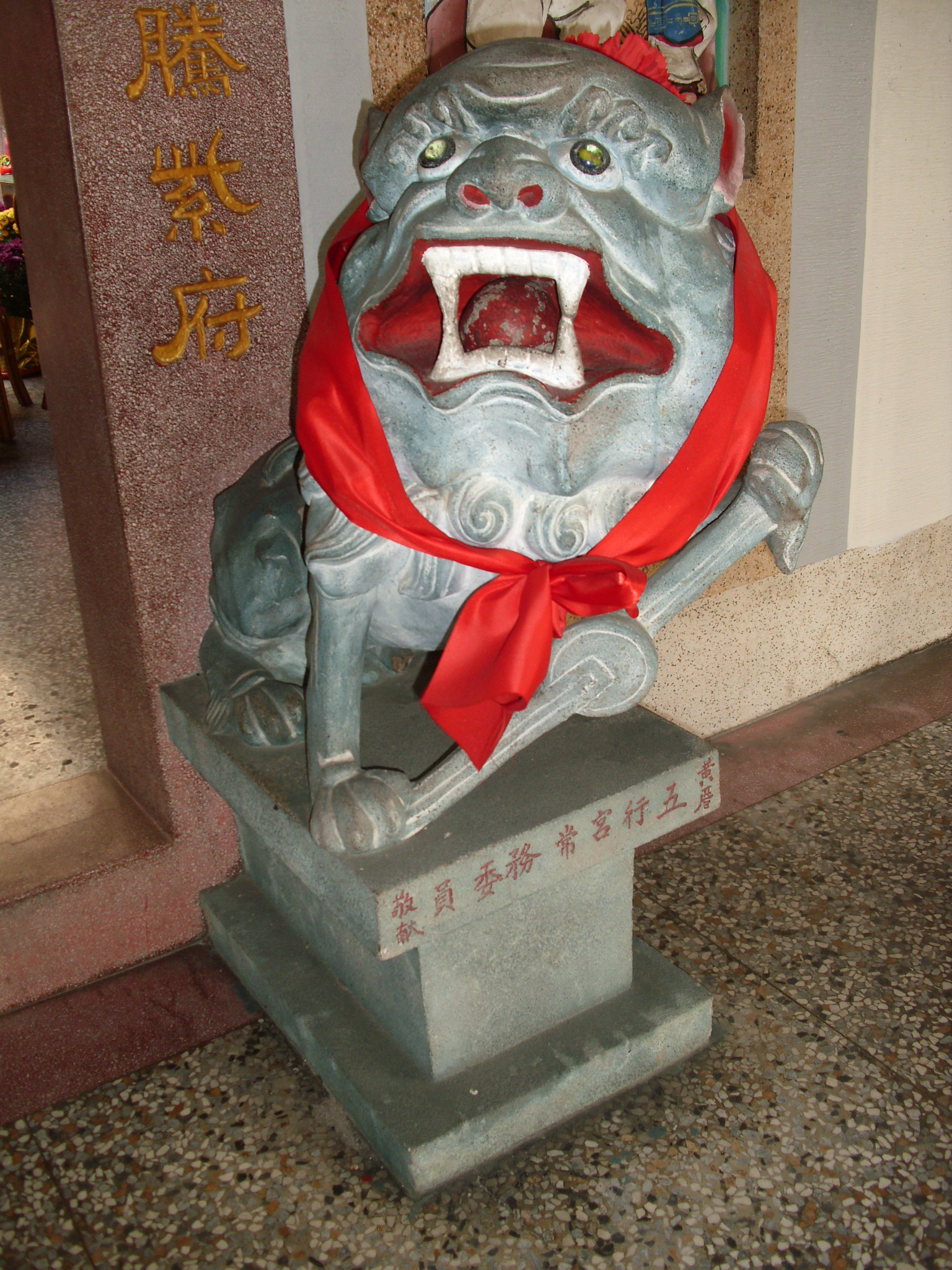
以彈珠做為眼睛的石獅子。

彈珠（英語：Marble）為玩具的一種，在中国北方部分地区稱為「溜溜」，粵語稱為「波子」或「彈珠」，又稱「彈子」。在古代，彈珠由瑪瑙或石頭所造，現代則用玻璃製成的小球作玩耍或欣賞，所以又稱玻璃珠，通常尺寸是1.5毫米至5厘米左右。
彈珠的顏色五花八門，用不同的材料可以造出不同顏色的彈珠。喜愛收集彈珠的人可能是基於懷舊，亦可能是基於藝術欣賞或是對此物的喜愛。彈珠玩法各式各樣，在大陸地區常見於波子機。

## 彈珠的歷史
彈珠的歷史非常悠久，其原始版本可以追溯至古羅馬和古埃及時代。早期的彈珠通常是手工製作，而隨著工業革命和玻璃製造技術的進步，玻璃彈珠因而開始大量生產，成為兒童常見的玩具。
彈珠由來已久，玩法有將對手的彈珠彈走等。在日本，玻璃彈珠可以作為清涼飲料瓶的栓子，即彈珠汽水。在棋類中，中国跳棋是以玻璃弹珠为棋子。

## 彈珠的玩法
彈珠的滾動運動是轉動和滑動的複合形式，藉由此特性可以用手擠彈珠使其前進一段距離後再倒退回來。因為彈珠可同時向後轉動並往前移動，當滑動因摩擦而停止後，因轉動的慣性還在，彈珠會旋轉倒退回來。
- 彈珠人/彈珠超人
- 彈珠台
- 彈珠機
- 柏青哥
- 波子棋

## 延伸阅读
- 樓上波子聲